# Frederick Franks

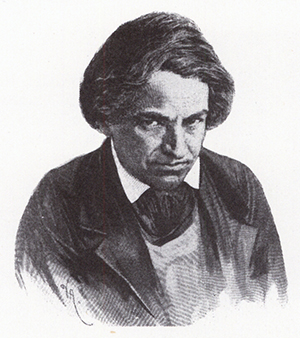
Frederick Franks alias Jakob Otto Natt och Dag, Holzschnitt eines unbekannten Künstlers

Frederick Franks oder Frederic Franks, eigentlich Jakob Otto Natt och Dag (* 14. Februar 1794 in Schweden; † 4. Dezember 1865 in Cincinnati, Ohio), war ein ehemaliger, wegen Hochverrats verurteilter schwedischer Leutnant, der in die Vereinigten Staaten emigrierte und dort als Porträt- und Landschaftsmaler, Bildhauer, Silhouettenkünstler und Museumsbesitzer tätig war.

## Leben
Von Geburt her war er ein Nachfahre des schwedischen Adelsgeschlechts Natt och Dag. Seine Eltern waren der Hauptmann Johan Georg Natt och Dag (1748–1796) und dessen Ehefrau Margaretha Maria Didron (1758–1825). Er schlug eine Offizierslaufbahn ein, besuchte noch unter Gustav IV. Adolf die Militärakademie, wurde 1812 Fänrik der Livgarde und kämpfte 1814 im Schwedenfeldzug gegen die französischen Truppen Napoleons. Eine kritische Schrift zum Zustand der schwedischen Truppen und mit Vorschlägen zu deren Reorganisation, die er im Range eines Leutnants unter Freunden verteilt hatte, brachte ihn in Konflikt mit Karl XIV. Johan. Er musste sich öffentlich entschuldigen und nahm einen Auslandsurlaub in Deutschland, von dem er nicht mehr nach Schweden zurückkehren sollte. Die schwedische Regierung hatte beschlossen, seine Auslieferung zu beantragen, doch die Behörden im Großherzogtum Baden, wo er sich seinerzeit aufhielt, kooperierten nicht. Am Ende wurde er in Abwesenheit vom Berufungsgericht zum Verlust von Leben, Ehre und Eigentum als Hochverräter verurteilt und im gesamten Königreich Schweden für vogelfrei erklärt. Sein Freund, der Militärwissenschaftler Johan August Hazelius (1797–1871), wurde in den Fall verwickelt und für einige Zeit verhaftet. Unterdessen hatte er in Dresden und München Kunst studiert. Mit dem Pass eines deutschen Studenten, dessen Namen er in anglisierter Form übernahm, emigrierte er nach seiner Verurteilung in die Vereinigten Staaten. Ab 1820 war er in Louisville, Kentucky, als Kunstlehrer tätig. 1825 ging er nach Cincinnati. 

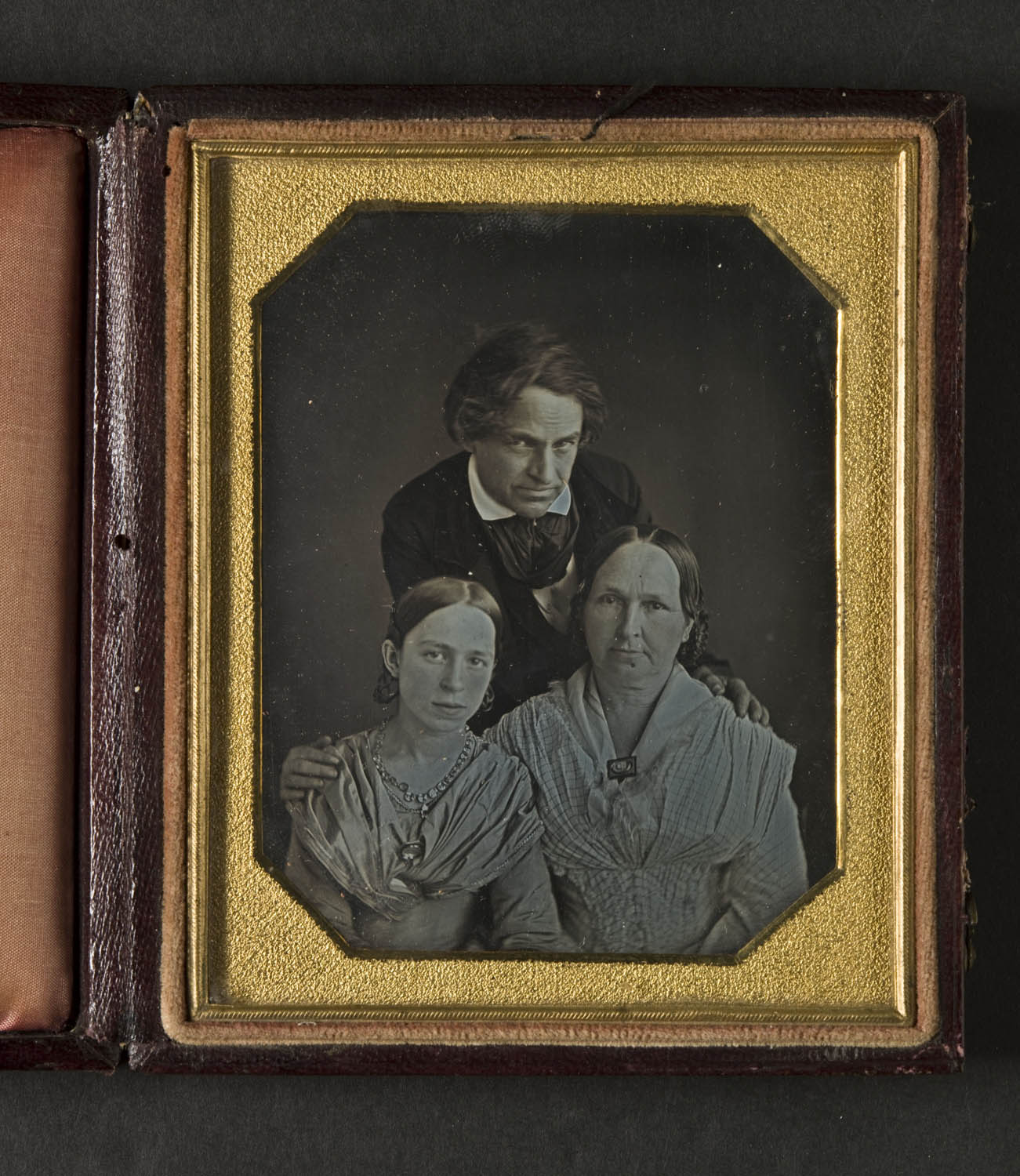
Familienporträt mit Ehefrau und Tochter, Daguerreotypie um 1850, Nordisches Museum

In Cincinnati war Franks als Maler und Bildhauer tätig. 1828 eröffnete er unter der Firma Gallery of Fine Arts einen kommerziellen Kunstsalon. Nach dem Deutschamerikaner Gustav Körner, der ihn Friedrich Franks nannte, galt er in der Stadt allgemein als Deutscher. Franks gab weiterhin Privatunterricht, so waren etwa die Brüder James und William Beard sowie John Frankenstein, John R. Johnston, Miner Kilbourne Kellogg und Thomas Buchanan Read seine Schüler. Kellogg wurde auch sein Mitarbeiter, als er 1833 auf eine Ausstellungstour ging, die bis nach Baltimore führen sollte. Als 1839 der Ausstellungsmacher Joseph Dorfeuille in Cincinnati die Schaustücke seines Western Museum mit Ausnahme der Infernal Regions (ein spektakuläres Werk von Dorfeuille, Frances Trollope, Hiram Powers und Auguste Hervieu) veräußerte, erwarb Franks diesen Bestand, reproduzierte die Infernal Regions und betrieb das Ganze unter gleichem Museumsnamen weiter. Ab dem 1. März 1859 gehörte das Western Museum einem neuen Besitzer. Franks starb 1865 im Alter von 71 Jahren in seinem Wohnort Cincinnati.

## Schrift
- Jacob Otto Natt och Dag: Project till en ny organisation af Svenska arméen. Marquardska tryckeriet, Stockholm 1815.
- Entwurff zu einer neuen Organisation des schwedischen Heers. Auszug aus der vorgenannten Broschüre in: Politisches Journal, Ausgabe Juni 1816.